# Sân vận động Machida GION
Sân vận động Machida GION (町田市立陸上競技場 Machida Shiritsu Rikujō Kyōgijō) còn được gọi là Sân vận động Machida Nozuta  (野津田競技場 Nozuta Kyōgijō), là một sân vận động đa chức năng nằm ở Machida, Tokyo, Nhật Bản. Hiện nơi đây được sử dụng hầu hết cho các trận đấu bóng đá, đôi khi cũng được sử dụng cho Bóng bầu dục liên hiệp và điền kinh. Sức chứa của sân là 15,489 khán giả.

## Thư viện ảnh

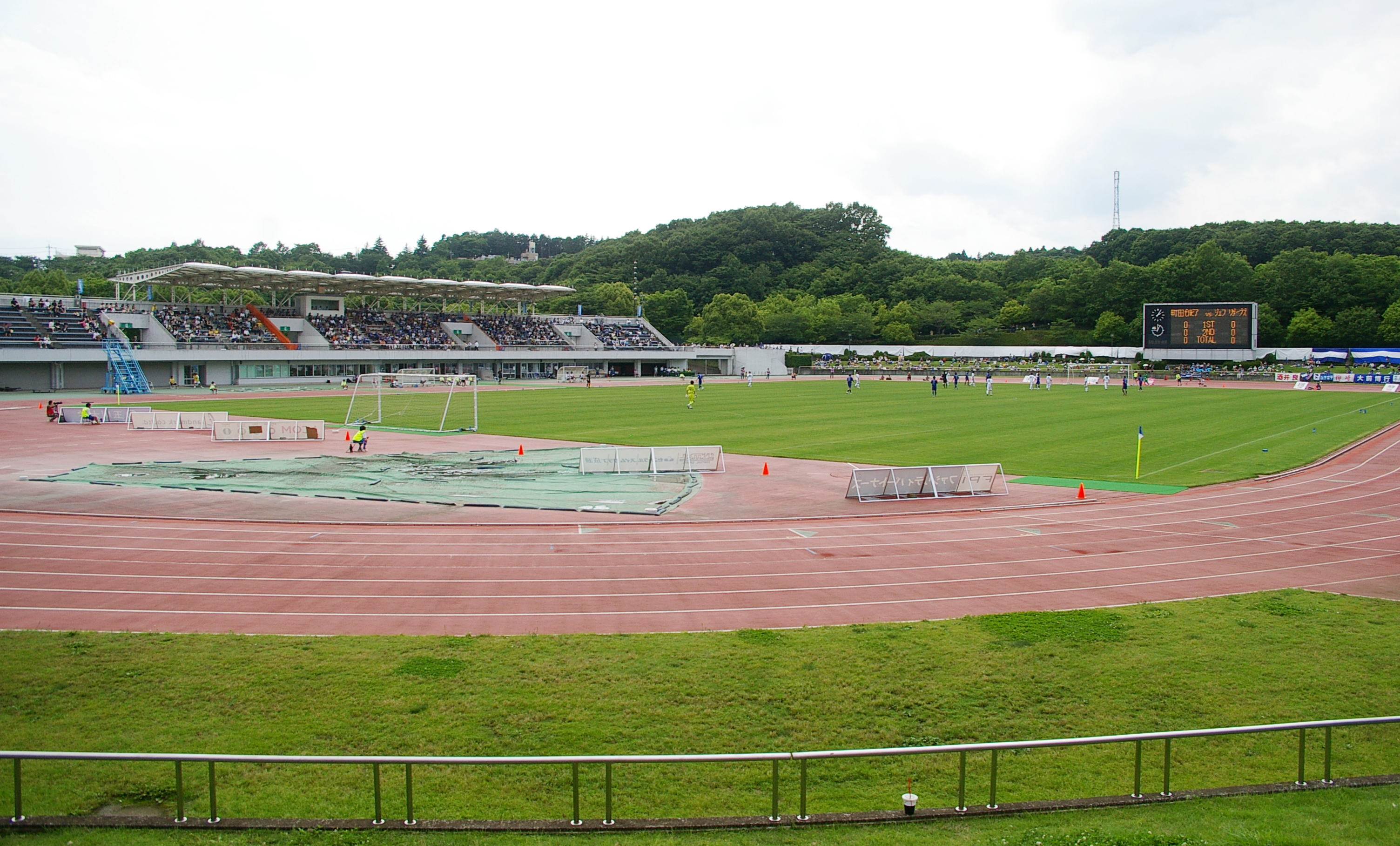
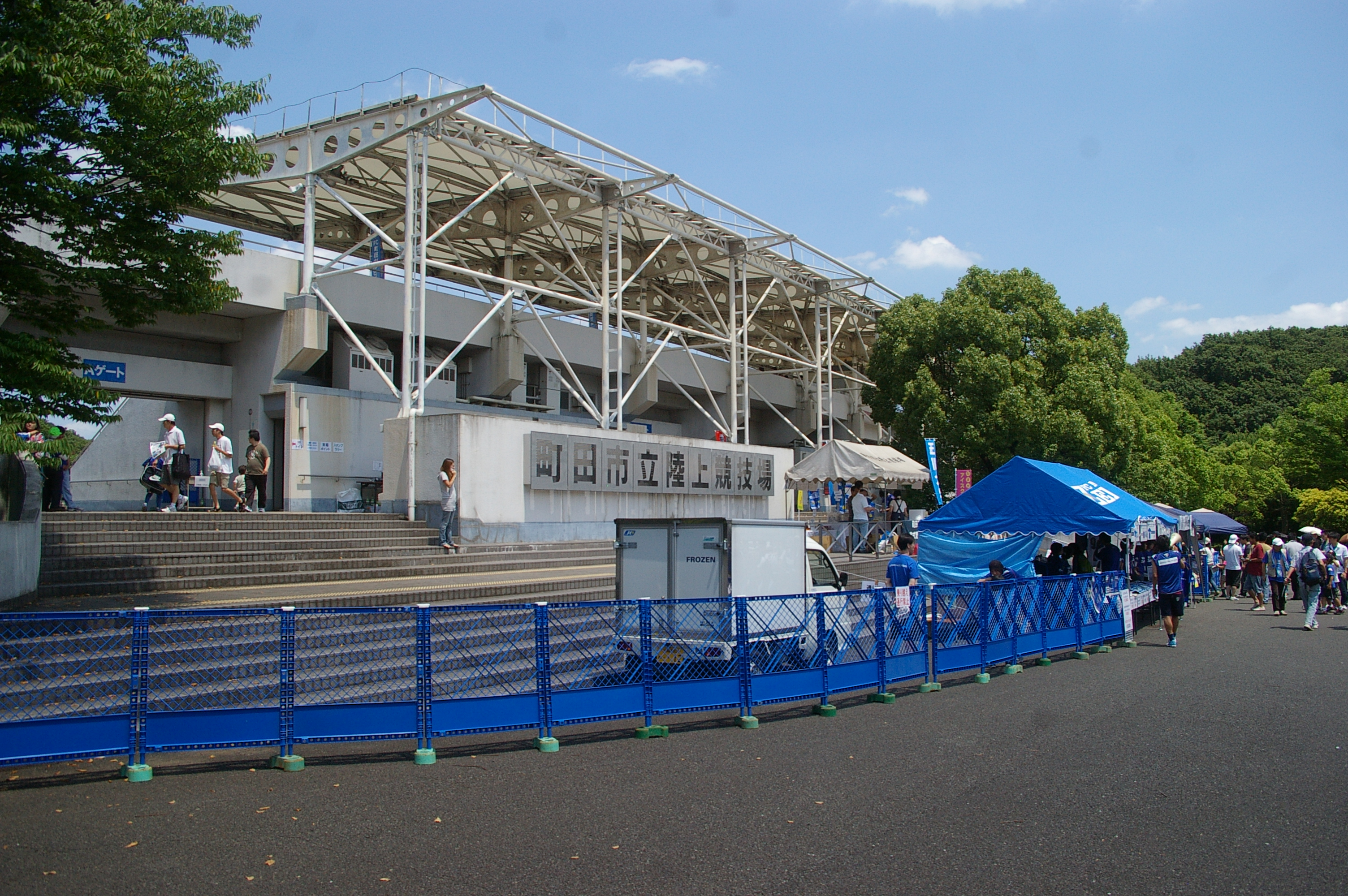
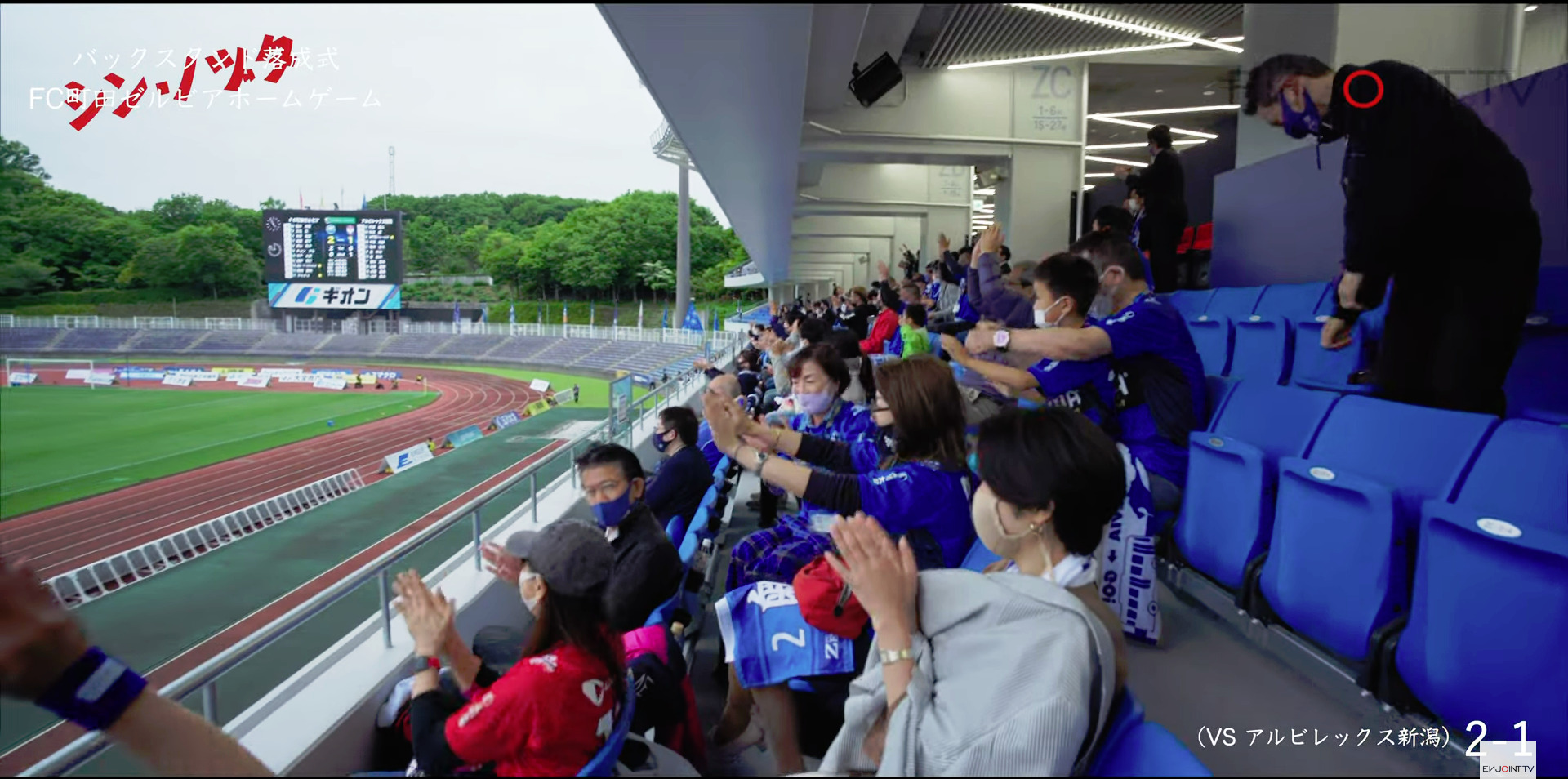
Khán đài mới vào năm 2021